# Seznam hrvaških kardinalov
Seznam hrvaških kardinalov je urejen po letu imenovanja za kardinala.

## Seznam
| #  | Slika                     | Ime                           | Rojen, umrl                                             | Imenovanje, Starost na ta dan                     | Naziv, Doba kardinalata                                                             | Konklave                 | Ostale službe                                                                             |
| -- | ------------------------- | ----------------------------- | ------------------------------------------------------- | ------------------------------------------------- | ----------------------------------------------------------------------------------- | ------------------------ | ----------------------------------------------------------------------------------------- |
| 1. | Klikni za spremembo slike | Juraj Utišinović Martinušević | 1482, Grad Kamičak 17. december 1551, Vinice, Romunija  | 12. oktober 1551, Julij III. 69 let               | Kardinal duhovnik 0 let, 66 dni                                                     | –                        | škof Szegeda - Csanáda, Madžarska, škof Oradee Mare, Romunija                             |
| 2. | Klikni za spremembo slike | Antun Vrančić                 | 29. maj 1504, Šibenik 16. junij 1573, Prešov, Slovaška  | 5. junij 1573, Gregor XIII. 69 let, 7 dni         | Kardinal duhovnik 0 let, 11 dni                                                     | –                        | škof Pécsa, Madžarska, škof Egra, Madžarska, nadškof Esztergoma, Madžarska                |
| 3. | Klikni za spremembo slike | Juraj II. Drašković           | 5. februar 1515, Bilina 21. januar 1587, Dunaj          | 18. december 1585, Sikst V. 70 let, 316 dni       | Kardinal duhovnik 1 leto, 34 dni                                                    | –                        | škof Pécsa, Madžarska, škof Zagreba, nadškof Gjura, Madžarska, nadškof Kalocse, Madžarska |
| 4. | Klikni za spremembo slike | Josip Mihalović               | 16. januar 1814, Torda, Srbija 19. februar 1891, Zagreb | 22. junij 1877, Pij IX. 63 let, 157 dni           | Kardinal duhovnik bazilike sv. Pankracija (en) 13 let, 242 dni                      | 1878                     | nadškof Zagreba                                                                           |
| 5. | Klikni za spremembo slike | Alojzije Stepinac             | 8. maj 1898, Brezarić 10. februar 1960, Krašić          | 12. februar 1953, Pij XII. 54 let, 280 dni        | Kardinal duhovnik cerkve sv. Pavla v Regoli (en) 6 let, 363 dni                     | 1958 (v hišnem priporu)  | nadškof Zagreba                                                                           |
| 6. | Klikni za spremembo slike | Franjo Šeper                  | 2. oktober 1905, Osijek 30. december 1981, Rim          | 22. februar 1965, Pavel VI. 59 let, 133 dni       | Kardinal duhovnik bazilike sv. Petra in Pavla v Ulici Ostiense (en) 16 let, 321 dni | avgust 1978 oktober 1978 | nadškof Zagreba, prefekt Kongregacije za nauk vere, predsednik Papeške biblične komisije  |
| 7. | Klikni za spremembo slike | Franjo Kuharić                | 15. april 1919, Pribić 11. marec 2002, Zagreb           | 2. februar 1983, Janez Pavel II. 63 let, 293 dni  | Kardinal duhovnik cerkve sv. Hieronima od Hrvatov (en) 19 let, 37 dni               | –                        | nadškof Zagreba                                                                           |
| 8. | Klikni za spremembo slike | Vinko Puljić                  | 8. september 1945, Priječani, BiH                       | 26. november 1994, Janez Pavel II. 49 let, 79 dni | Kardinal duhovnik cerkve sv. Klare pri Vigni Clari (en) 30 let, 96 dni (še traja)   | 2005 2013                | nadškof Vrhbosne                                                                          |
| 9. | Klikni za spremembo slike | Josip Bozanić                 | 20. marec 1949, Reka                                    | 21. oktober 2003, Janez Pavel II. 54 let, 215 dni | Kardinal duhovnik cerkve sv. Hieronima od Hrvatov (en) 21 let, 132 dni (še traja)   | 2005 2013                | škof Krka, nadškof Zagreba                                                                |

## Psevdokardinal
- Ivan Stojković (1395–1443), škof Argeșa v Romuniji, kardinal protipapeža Feliksa V. (1440)

## Škofa, umrla pred imenovanjem za kardinala
- Petar Berislavić (1475–1520), škof Veszpréma na Madžarskem in hrvaški ban; na dan smrti ga je papež Leon X. imenoval za kardinala, ne da bi vedel, da je umrl
- Josip Uhač (1924–1988), apostolski nuncij in tajnik Kongregacije za evangelizacijo narodov; umrl je en dan preden je papež Janez Pavel II. objavil seznam novoizvoljenih kardinalov

## Tuja kardinala hrvaških korenin
- Estanislao Esteban Karlic (1926–), argentinski kardinal (2007), upokojeni nadškof Parane
- Blase Joseph Cupich (* 1949), ameriški kardinal (2016), škof Rapid Cityja, Spokana, nadškof Chicaga